# Líza proti mluvící panence
Líza proti mluvící panence (anglicky Lisa vs. Malibu Stacy) je 14. díl 5. řady (celkem 95.) amerického animovaného seriálu Simpsonovi. Scénář napsali Bill Oakley a Josh Weinstein a díl režíroval Jeff Lynch. V USA měl premiéru dne 17. února 1994 na stanici Fox Broadcasting Company a v Česku byl poprvé vysílán 19. listopadu 1995 na stanici ČT1.

## Děj
Doktor Dlaha představuje křehkého Bena Matlocka davu nadšených seniorů při slavnostním otevření geriatrického zdravotnického centra. Poté, co dědeček vidí Matlocka sraženého fanoušky k zemi, si dědeček uvědomí jeho smrtelnost a předčasně předá rodině své dědictví. Odkáže jim krabici starých stříbrných dolarů s hlavou Liberty, které se rozhodnou ihned utratit. 
Během celé cesty do obchodního domu a zpět domů děda vypráví za vlasy přitažené historky a chrlí zbytečné rady, kvůli čemuž se ho rodina straní. V obchoďáku si Líza dychtivě koupí novou mluvící panenku Malibu Stacy, ale je zklamaná, když panenka pronáší sexistické fráze. Poté, co Líza a dědeček lamentují nad tím, jak se s nimi kvůli jejich věku zachází, rozhodnou se pro změnu – děda si najde práci a Líza najde tvůrkyni Malibu Stacy, Stacy Lovellovou. 
Děda se s novou prací v Krusty Burgeru potýká těžce, v autobuse utrpí válečnou vzpomínku a přijde o své umělé zuby, když je spolupracovník omylem vloží zákazníkovi do sáčku s hamburgery. Brzy se rozzlobí na způsob, jakým se zachází se seniory, a dá výpověď. 
Líza navštíví Waylona Smitherse, majitele největší sbírky Malibu Stacy na světě. Požádá ho o pomoc při hledání Lovellové, jež byla v roce 1974 vyhozena ze společnosti Malibu Stacy (kvůli tomu, že její nápady nebyly považovány za rentabilní – a za to, že odváděla zisky Vietkongu). Líza a Lovellová se rozhodnou vytvořit novou mluvící panenku, Lízu Lví srdce, kterou namluví sama Líza. Panenka, která má vypadat realističtěji než Malibu Stacy a jejíž sériová výroba a prodej stojí 46 000 dolarů, říká inspirativní a pro dívky povzbudivé fráze. Vedení společnosti Malibu Stacy se však o jejím vývoji dozví a obává se, že panenka Líza představuje skutečnou hrozbu pro jejich prodej. 
Po pomalém počátečním uvádění na trh si Líza Lví srdce náhle získá popularitu mezi fanoušky Malibu Stacy poté, co se objeví ve zpravodajském pořadu Kenta Brockmana. Když děti a Smithers spěchají do obchodního centra, aby si koupili Lízu Lví srdce, do cesty se jim připlete vozík s panenkami Malibu Stacy s novými kloboučky. Ačkoli Líza protestuje proti levným reedicím panenek Malibu Stacy, děti a Smithers bez ohledu na to vozík vyplení. Jedna holčička si však vybere panenku Lízu Lví srdce, což Líze dodá naději pro její značku. 

## Produkce
Scénář epizody napsali Bill Oakley a Josh Weinstein a režíroval ji Jeffrey Lynch. Před odvysíláním tohoto dílu se Malibu Stacy v seriálu objevila již mnohokrát jako jedna z Líziných panenek. Štáb se snažil přijít s nápadem na epizodu tak, že procházel společnosti ve světě Simpsonových, a Oakley navrhl epizodu zahrnující společnost Malibu Stacy. Zápletka epizody byla inspirována mluvící panenkou Teen Talk Barbie, která na počátku 90. let vyvolala ve Spojených státech kontroverzi. V červenci 1992 společnost Mattel vydala panenku Teen Talk Barbie, která mluvila řadou frází včetně „Budeme mít někdy dost oblečení?“, „Miluju nakupování!“ a „Chceš uspořádat pizza party?“. Každá panenka byla naprogramována tak, aby řekla čtyři z 270 možných frází, takže žádné dvě panenky pravděpodobně nebyly stejné. Jedna z těchto 270 vět zněla: „Hodina matematiky je těžká!“. Přestože tuto větu řeklo jen asi 1,5 % všech prodaných panenek, vedla ke kritice ze strany Americké asociace univerzitních žen, protože ji považovaly za pro ženy ponižující. V říjnu 1992 společnost Mattel oznámila, že Teen Talk Barbie již nebude tuto větu říkat, a nabídla výměnu každému, kdo vlastní panenku, která ji říká.
Oakley a Weinstein se rozhodli do epizody zahrnout Abea, protože měli „posedlost“ starými lidmi. Weinstein řekl, že je oba „milují a zároveň je zřejmě opravdu nenávidí“. Řekl také, že je baví psát pro postavy, jako je Abe a pan Burns, kvůli jejich „zastaralosti“ a proto, že on a Oakley mohou používat slovníky pro vyhledávání „slangu starých časů“. Výkonný producent David Mirkin si myslel, že je těžké udělat Abea vtipného, protože je to „nudná a otravná“ postava. Myslí si, že i když „Abe dělá všechny ty stížnosti, vtipným ho dělá to, že věci, které říká, jsou v kontextu té nudy a fádnosti vlastně vtipné“. Mirkin se domnívá, že to byla „velká výzva a Bill s Joshem se jí zhostili velmi dobře“.
Když se epizoda nahrávala, Oakleyho manželka Rachel Pulidová byla nadšenou sběratelkou Barbie. Oakley proto trávil hodně času na sjezdech Barbie po celých Spojených státech a setkával se s mnoha různými sběrateli. Na jednom srazu se Oakley setkal s mužem, který vlastnil největší sbírku Barbie na světě. Setkání těchto dvou inspirovalo část epizody, v níž Líza navštíví Smitherse a vyjde najevo, že Smithers je majitelem největší sbírky Malibu Stacy na světě. V epizodě hostovala Kathleen Turnerová v roli Stacy Lovellové. Mirkin si myslel, že Turnerová byla „úplně ve hře“, když se objevila v nahrávacím studiu, aby nahrála své repliky, protože je „přibila“ opravdu rychle. Dodal, že se mu líbilo ji režírovat a že podle něj předvedla jeden z nejlepších výkonů v seriálu Simpsonovi.

## Kulturní odkazy
Na začátku epizody Abe sleduje, jak jeho idol Ben Matlock mluví k davu nadšených seniorů při slavnostním otevření Centra geriatrické medicíny. Ben Matlock je postava ze seriálu Matlock, kterou ztvárnil Andy Griffith a vytvořil Dean Hargrove. Dav Matlocka povzbuzuje zpěvem mírně pozměněné verze písně „We Love You, Conrad“ z divadelního muzikálu Bye Bye Birdie. Homer tančí na obřích klavírních klávesách zapuštěných do podlahy hračkářství, což je parodie na scénu z filmu Velký z roku 1988. Líza chce, aby Líza Lví srdce měla „moudrost Gertrudy Steinové, vtip Cathy Guisewiteové, houževnatost Niny Totenbergové, zdravý rozum Elizabeth Cady Stantonové a přízemní vzhled Eleanor Rooseveltové“.
Na seznamu manželů Stacy Lovellové jsou akční figurky Ken, Johnny West, G. I. Joe, Doctor Colossus a Steve Austin. Lízin příběh o panence Malibu Stacy, která říká věty, jež jsou považovány za ponižující pro ženy, vychází z řady panenek Teen Talk Barbie a z toho, jak vyvolaly kontroverzi.

## Přijetí

### Kritika
Po odvysílání epizoda získala od televizních kritiků převážně pozitivní hodnocení. Colin Jacobson z DVD Movie Guide považoval díl za „dobrý, ale ne skvělý“, a to i přes „více než několik silných momentů, jako je například vtipný záběr Barta na průvodu za práva homosexuálů“. Dodal, že „ve většině let by to byl áčkový pořad, ale v páté řadě je to jedno z těch slabších světel navzdory obecně vysoké úrovni kvality“. Autoři knihy I Can't Believe It's a Bigger and Better Updated Unofficial Simpsons Guide, Warren Martyn a Adrian Wood, popsali epizodu jako „Lízu v její nejlepší křižácké formě, Homera v jeho nejhloupější formě a Abea, který opět dostává všechny nejlepší hlášky, zejména v Krusty Burgeru. Kathleen Turnerová v roli skutečné Malibu Stacy je vynikající.“
Janica Lockhartová z The Easterner označila díl za „klasiku“ a dodala: „Epizoda si bere na paškál misogynní názory, ale humorným způsobem, který ovládají jen Simpsonovi.“. Patrick Bromley z DVD Verdict udělil epizodě hodnocení A a Bill Gibron z DVD Talk jí dal známku 5 z 5.
Epizoda patří k Oakleyho a Weinsteinovým nejoblíbenějším z doby, kdy se na seriálu podíleli jako scenáristé. Když se Simpsonovi začali v roce 2019 streamovat na Disney+, Oakley ji označil za jednu z nejlepších klasických simpsonovských epizod, které lze na této službě sledovat. Jedním z Mirkinových oblíbených vtipů v seriálu je scéna z této epizody, kdy Abe jede na kole po ulici a křičí: „Podívejte se na mě, jsem jak zamlada!“, načež Lízinu panenku Malibu Stacy zachytí přední kolo kola a Abe letí do otevřeného hrobu.
V knize The Simpsons and Philosophy: The D'oh! of Homer Aeon J. Skoble k tomuto dílu uvádí: „Skutečnost, že méně intelektuální panenka je výrazně upřednostňována před panenkou Lízou, přestože Líziny námitky jsou rozumné, ukazuje, jakými způsoby lze rozumné myšlenky odsunout na druhou kolej před zábavou a tím, že jdeme s proudem. Tato debata se samozřejmě často odehrává i v reálném světě: Barbie je předmětem neustálé kritiky v duchu Líziny kritiky Malibu Stacy, přesto je stále nesmírně populární, a obecně se často setkáváme s tím, že intelektuální kritika hraček je odmítána jako ‚mimo mísu‘ nebo elitářská.“.

### Sledovanost
V původním vysílání se díl umístil na 23. místě ve sledovanosti v týdnu od 14. do 20. února 1994 s ratingem 11,6 podle agentury Nielsen, což odpovídá 11 milionům diváckých domácností. Byl to druhý nejlépe hodnocený pořad na stanici Fox v tomto týdnu, hned po Beverly Hills 90210.